# 壘包

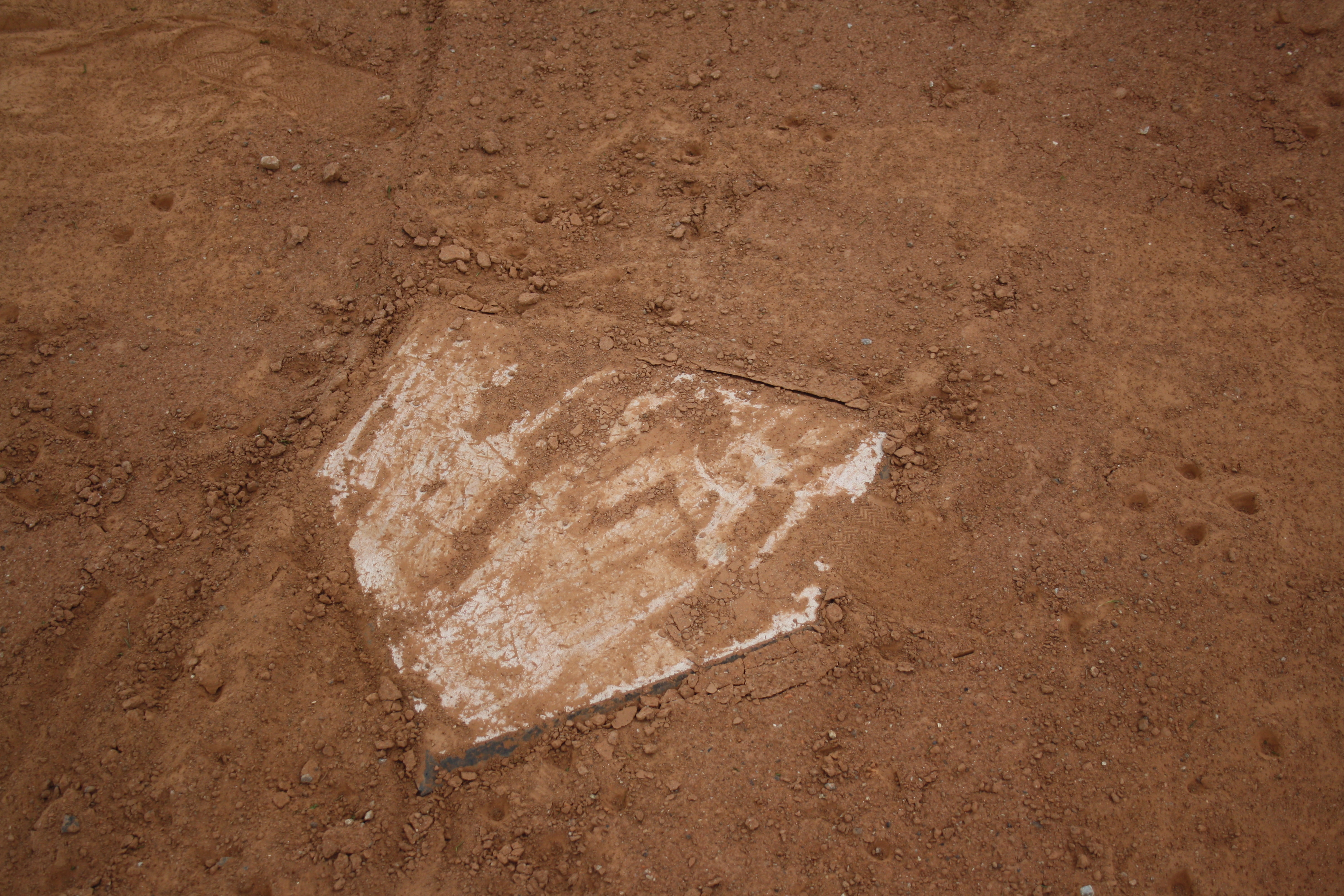
本壘板

壘包，是棒球和垒球比賽中所使用的器具，共有一壘、二壘、三壘、本壘四個壘包（本壘實際是板而不是包），每個壘包皆有防守員防守，形狀是正方形。至於本壘為五角型。

## 外部連結
- 壘包在台灣棒球維基館上的頁面（繁體中文）